# Helipuerto de la Cartuja
El Helipuerto de la Cartuja es un helipuerto público situado en la Isla de la Cartuja, dentro del término municipal de la ciudad de Sevilla (Andalucía, España). Fue construido en 1988 dentro del recinto de la Expo’92 y es gestionado por Transportes Aéreos del Sur y Helisureste.

## Instalaciones
El helipuerto cuenta con cuatro puntos de toma circulares asfaltados, dispuesto en triángulo los tres menores, y desde estos, parten viales también asfaltados que llegan al punto de toma de mayor tamaño, por un nuevo vial, se accede desde este punto a la zona de servicio, oficinas y hangares donde puede realizarse el mantenimiento de los helicópteros.

## Servicio
Fue construido con motivo de la Exposición Universal de 1992 que tuvo lugar en Sevilla, tanto para la llegada de dignatarios y autoridades a la citada exposición, como para la realización de vuelos panorámicos durante la muestra.
Es utilizado por los servicios de tráfico, emergencia sanitaria, extinción de incendios y vuelos panorámicos gestionado por la UTE formada por Transportes Aéreos del Sur y Helisureste, concesionaria por parte de AGESA, que es la propietaria de la instalación.

## Intento de robo
El 6 de noviembre de 2006, intentaron robar un helicóptero Bell 206 L-3 Long Ranger con una cabeza tractora robada a la empresa pública de Verificaciones Industriales, dependiente de la Junta de Andalucía, y una plataforma basculante de la empresa Transportes Carreras, S.A., no pudiendo realizar finalmente el robo al atascarse el tráiler en el césped que rodea las pistas de aterrizaje.